# Cameraria angustifolia
Cameraria angustifolia là một loài thực vật có hoa trong họ La bố ma. Loài này được L. mô tả khoa học đầu tiên năm 1753.